# Luisella Beghi
Luisella Beghi (Parma, 22 novembre 1921 – Roma, 9 settembre 2006) è stata un'attrice italiana.

## Biografia

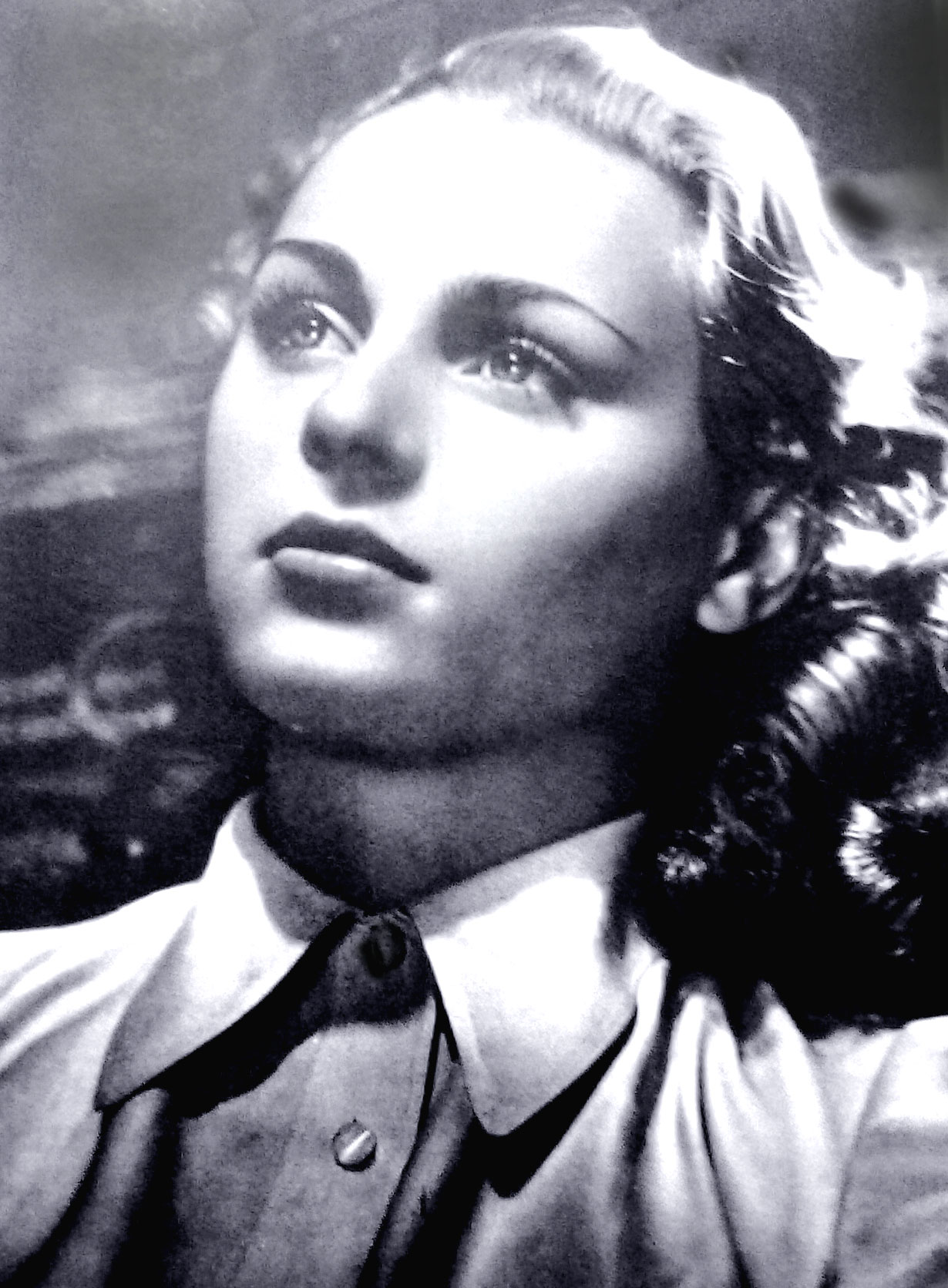
Luisella Beghi in un'immagine di scena del 1941

Nasce a Parma da una famiglia modesta (autista il padre e casalinga la madre) e inizia a frequentare le scuole commerciali, che interrompe nel 1935 quando, ancora prima di compiere 15 anni, si trasferisce a Roma diventando una delle prime allieve del Centro sperimentale di cinematografia, dove viene accolta con grande favore dal direttore Chiarini. Benché al suo ingresso nel Centro fosse completamente digiuna di recitazione e nonostante un carattere timido, rivela quasi subito doti native e spontanee di attrice. Diplomata in recitazione nel 1938, a soli 17 anni,, esordisce nel cinema con Palermi in una minuscola parte di telefonista ne Le due madri. Dopo questa prima prova, interpreta altri modesti ruoli di secondo piano, tra cui (1939) nel Giuseppe Verdi di Gallone (dove è una figurante) e nel Piccolo hotel di Ballerini. I produttori insistono a presentarla in ruoli di timida, remissiva e buona, che susciterà il paragone con l'attrice irlandese Maureen O'Sullivan e, sempre con una parte del genere, approda al set di Batticuore, dove viene notata dal regista Camerini. 

Nel 1940 la rivista quindicinale Cinema dedicò alla Beghi, in quel momento all'apice della carriera, la copertina del suo numero 90, uscito il 25 marzo.

L'incontro professionale con Camerini costituisce la svolta della sua carriera: è infatti proprio costui che nel 1940 la sceglie per affiancare la "diva", nonché sua moglie, Assia Noris nei Grandi magazzini dove il suo ruolo di Emilia, timida commessa e fedele amica della protagonista, la lega per sempre al ruolo ragazza fresca, giovane e ingenua e contribuisce al successo del film a Venezia.
Il film di Camerini costituisce la sua "consacrazione", con il quale ottiene la popolarità e, nel periodo tra il 1940 e il '43, i ruoli più significativi, dove «si fa apprezzare per l'aderenza ai personaggi e una recitazione appropriata», sempre con ruoli di ragazza mite e delicata. È Costanza Weber, moglie trascurata di Mozart nelle Melodie eterne, ancora di Gallone, e la figlia timida di un padre scapestrato in Turbamento di Brignone. Quando nel 1940, è una passeggera della nave demoniaca de L'arcidiavolo di Frenguelli, sarà il Corriere della sera a riconoscere che la sua interpretazione è il solo elemento che riesce a far apprezzare il film.

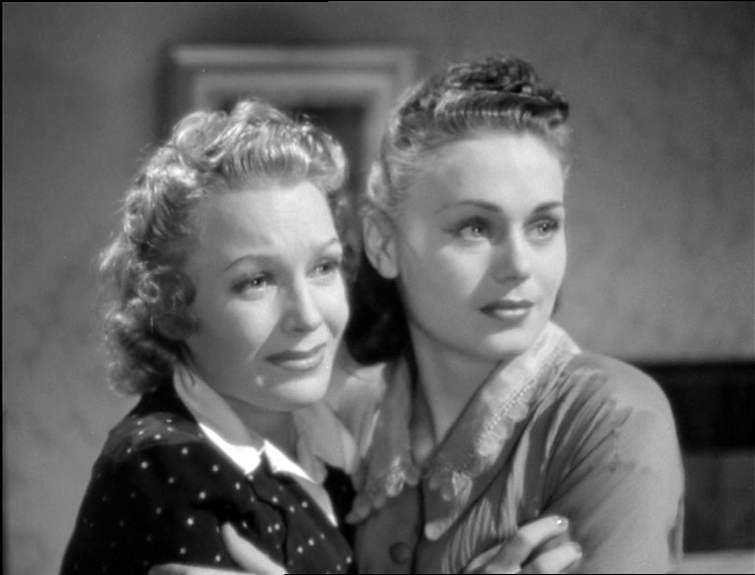
Luisella Beghi, a destra, interpreta con Assia Noris nel 1939 I grandi magazzini

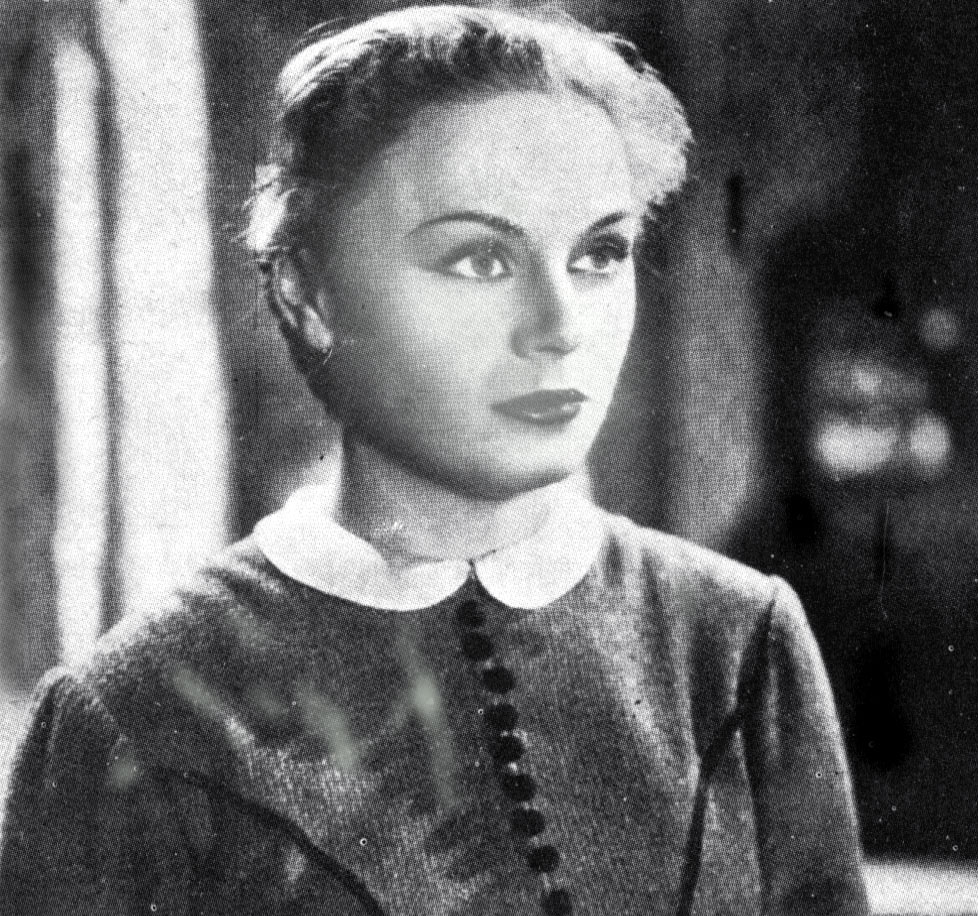
Un'inquadratura di Via delle cinque lune (1942)

Nel 1942 è ancora Chiarini a puntare su di lei, questa volta come attrice ormai affermata, quando il Centro sperimentale di cinematografia, trasferitosi al Quadraro. vicino a Cinecittà, produce il suo primo film in quella nuova sede. La Beghi viene chiamata quale protagonista del calligrafico Via delle Cinque Lune, alla cui realizzazione partecipano anche altri esponenti del Centro, Umberto Barbaro e Francesco Pasinetti. Il film, tratto da un racconto della Serao, è considerato il «punto più luminoso della (sua) carriera, con una recitazione straordinariamente misurata e matura». Il suo apprezzato ruolo di Ines «sognante fidanzatina, vittima di una cattiva matrigna» che le seduce il promesso sposo (il collega di corso al Centro Sperimentale Andrea Checchi) e la spinge al suicidio, sembra la conferma di una luminosa carriera.
Ma anche per la Beghi, così come per tanti altri artisti, il collasso dell'Italia dovuto alle vicende belliche, costituisce una cesura incolmabile nel proprio percorso artistico. Il nuovo cinema italiano del dopoguerra non è generoso con l'attrice, che proseguirà con interpretazioni di donna ingenua, ma avrà pochi ruoli e di nessun rilievo. Anche alcune sue partecipazioni ad opere teatrali nel 1949 restano senza sviluppo. Da segnalare, in questo periodo, soltanto un ruolo principale nel fortunato Nennella, film del 1949. Dopo una breve apparizione (1955) ne La bella di Roma, decide di abbandonare il mondo dello spettacolo per dedicarsi alla famiglia e ai figli.

## Filmografia
- Le due madri, regia di Amleto Palermi (1938)
- Giuseppe Verdi, regia di Carmine Gallone (1938)
- Voglio vivere con Letizia, regia di Camillo Mastrocinque (1938)
- Piccolo hotel, regia di Piero Ballerini (1939)
- Batticuore, regia di Mario Camerini (1939)
- I grandi magazzini, regia di Mario Camerini (1939)
- Scandalo per bene, regia di Esodo Pratelli (1940)
- L'arcidiavolo, regia di Toni Frenguelli (1940)
- Mare, regia di Mario Baffico (1940)
- Melodie eterne, regia di Carmine Gallone (1940)
- Rose scarlatte, regia di Giuseppe Amato e Vittorio De Sica (1940)
- La gerla di papà Martin, regia di Mario Bonnard (1940)
- La donna perduta, regia di Domenico Gambino (1940)
- Il sogno di tutti, regia di Oreste Biancoli (1941)
- L'orizzonte dipinto, regia di Guido Salvini (1941)
- Il chiromante, regia di Oreste Biancoli (1941)
- La sonnambula, regia di Piero Ballerini (1942)
- Turbamento, regia di Guido Brignone (1942)
- Via delle Cinque Lune, regia di Luigi Chiarini (1942)
- La danza del fuoco, regia di Giorgio Simonelli (1943)
- Gran Premio, regia di Giuseppe D. Musso (1943)
- All'ombra della gloria, regia di Pino Mercanti (1943)
- La moglie in castigo, regia di Leo Menardi (1943)
- Trent'anni di servizio, regia di Mario Baffico (1945)
- L'ultimo sogno, regia di Marcello Albani (1946)
- Inquietudine, regia di Vittorio Carpignano (1946)
- L'orfanella delle stelle, regia di Guido Zannini (1947)
- Nennella, regia di Renato May (1949)
- Capitan Demonio, regia di Carlo Borghesio (1949)
- Angelo tra la folla, regia di Leonardo De Mitri (1950)
- Il paese dei campanelli, regia di Jean Boyer (1954)
- La bella di Roma, regia di Luigi Comencini (1955)